# Criterio di Grashof
Il criterio di Grashof è un criterio di resistenza relativo a materiali fragili (è quindi un criterio di rottura),  con resistenza a trazione minore di quella a compressione. Il criterio è associato ai nomi di Grashof e di Saint-Venant.
Secondo tale criterio, la condizione di rottura del materiale viene raggiunta quando la dilatazione normale massima o minima raggiunge i valori limiti  {\displaystyle (\varepsilon _{r}^{+},\varepsilon _{r}^{-})} di allungamento e di schiacciamento rispettivamente:
{\displaystyle \varepsilon _{r}^{-}\leq \varepsilon _{\max }\leq \varepsilon _{r}^{+}}
Con riferimento alle tensioni principali {\displaystyle (\sigma _{I},\sigma _{II},\sigma _{III})} e nel caso di materiali isotropi, osservando che
{\displaystyle \varepsilon _{r}^{-}={\frac {\sigma _{r}^{-}}{E}}\;\;,\;\;\varepsilon _{r}^{+}={\frac {\sigma _{r}^{+}}{E}}\;\;,\;\;\varepsilon _{\max }=\max \left\{\left|{\frac {\sigma _{I}}{E}}-{\frac {\nu (\sigma _{II}+\sigma _{III})}{E}}\right|,\left|{\frac {\sigma _{II}}{E}}-{\frac {\nu (\sigma _{I}+\sigma _{III})}{E}}\right|,\left|{\frac {\sigma _{III}}{E}}-{\frac {\nu (\sigma _{I}+\sigma _{II})}{E}}\right|\right\}}
la condizione limite si traduce nelle seguenti relazioni
{\displaystyle \sigma _{r}^{-}\leq \sigma _{I}-\nu (\sigma _{II}+\sigma _{III})\leq \sigma _{r}^{+}\;\;,\;\;\sigma _{r}^{-}\leq \sigma _{II}-\nu (\sigma _{I}+\sigma _{III})\leq \sigma _{r}^{+}\;\;,\;\;\sigma _{r}^{-}\leq \sigma _{III}-\nu (\sigma _{I}+\sigma _{II})\leq \sigma _{r}^{+}\;\;,\;\;}
I valori di tensione limite {\displaystyle (\sigma _{r}^{+},\sigma _{r}^{-})} a trazione e compressione sono ricavabili da semplici prove monoassiali.